# Arabisches Chat-Alphabet
Das arabische Chat-Alphabet, auch Arabizi (arabisch عربيزي, DMG ʿArabīzī), Mu'arrab (arabisch معرب, DMG Muʿarrab), Arabish, Araby (arabisch عربي, DMG ʿArabī), Franco-Arabic (arabisch فرانكو آراب, DMG Franco-Arabe oder arabisch عرنسية), ist ein Alphabet, das verwendet wird, um die arabische Sprache über das Internet oder zum Senden von SMS-Nachrichten über Mobiltelefone abzubilden, wenn das tatsächliche arabische Alphabet nicht zur Verfügung steht oder aus technischen Gründen oder anderweitig schwieriger zu nutzen ist. Es ist eine Zeichenumwandlung von arabischer auf die lateinische Schrift und arabische Ziffern. Die Nutzer dieses Alphabets haben spezielle Notationen entwickelt, um einige der Buchstaben, die nicht in der lateinischen Schrift (ASCII) existieren, zu transkribieren.

## Geschichte
Zum Ende des 20. Jahrhunderts und vor allem seit den 1990er Jahren wurden westliche Kommunikationstechnologien wie das World Wide Web, E-Mail, Bulletin Board Systems, IRC, Instant Messaging und SMS-Nachrichten immer gebräuchlicher in der arabischen Welt. Die meisten dieser Technologien waren ursprünglich nur in der Lage mit lateinischer Schrift zu kommunizieren. Einige dieser Technologien erlauben bis heute noch nicht die Verwendung des arabischen Alphabetes. Als Lösung übertrugen Arabisch sprechende Nutzer arabischen Text in lateinische Buchstaben. Um diejenigen arabischen Buchstaben, die kein phonetisches Äquivalent in lateinischer Schrift besitzen, abzubilden, werden Zahlen und anderen Zeichen verwendet. So wird beispielsweise die Ziffer „3“ verwendet, um den arabischen Buchstaben „ﻉ“ abzubilden. Auffällig ist die horizontale Spiegelung, um eine visuelle Ähnlichkeit zwischen dem arabischen Buchstaben und seiner Substitution als Zahl darzustellen. Viele Benutzer von Handys und Computer verwenden Arabizi selbst dann, wenn ihr System die arabische Schrift unterstützt, weil sie beispielsweise keine arabische Tastatur nutzen oder weil sie vertrauter mit dem QWERTY- bzw. QWERTZ-Tastaturlayout sind.

## Verwendung
Online-Kommunikation, wie beispielsweise IRC, Bulletin Board-Systeme und Blogs nutzen oft Systeme oder Protokolle, die keine Zeichensatztabellen oder alternative Zeichensätze unterstützen.
Arabizi wird dabei häufig von der arabischen Jugend in einem sehr informellen Rahmen bei der Kommunikation mit Freunden oder anderen Jugendlichen verwendet. Es wird in der Regel nicht in einem formellen Rahmen oder für eine seriöse Kommunikation genutzt. Ein Arabizi-Text besteht selten aus vielen Sätzen.
Obwohl die arabische Sprache gut in Betriebssystemen wie Windows und MacOS integriert ist, wird Arabizi häufig in arabischen Internetforum und in Instant-Messaging-Programmen verwendet, weil nicht immer arabische Tastaturen zur Verfügung stehen.
Arabizi wird ebenfalls auf Werbeanzeigen von großen Konzernen eingesetzt. Aufgrund der großen Verbreitung bieten Online-Unternehmen, wie beispielsweise Google und Microsoft, Werkzeuge an, die Texte, die in Arabizi geschrieben wurden, in Echtzeit nach Arabisch konvertieren. Für Webbrowser wie Firefox und Google Chrome existieren Browser-Erweiterungen, um arabische Webseiten in Arabizi umzuwandeln. Firefox erlaubt darüber hinaus auch Texteingabe in Arabizi.
Das arabische Chat-Alphabet wird ebenfalls verwendet, um beim Versenden von SMS-Nachrichten über Mobiltelefone in der arabischen Sprache zu kommunizieren, wenn das arabische Alphabet nicht verfügbar oder aus technischen Gründen nur schwer zu verwenden ist.

## Politische Aspekte
Politische Bedeutung erlangte Arabizi erstmals im Arabischen Frühling, weil es – anders als das Hocharabische – auch weniger Gebildeten die Teilnahme ermöglicht und daher die Kommunikation zwischen verschiedenen gesellschaftlichen Gruppen erleichtert. Somit hatte das arabische Chat-Alphabet – gemäß der Ethnologin Ingrid Thurner – Anteil an den Volkserhebungen nicht nur in organisatorischer, sondern auch in kognitiver Hinsicht, weil es jene Kräfte stärkte, die auch die Aufstände ermöglichten.

## Ziffern als Ergänzung
Dort, wo lateinische Buchstaben nicht ausreichen, werden Ziffern zur Transkription verwendet:
| Arabisch  | Arabizi | Gewöhnliche Transkription |
| --------- | ------- | ------------------------- |
| ع         | 3       | E                         |
| ح         | 7       | H                         |
| ط         | 6       | Dth                       |
| ﻏ         | 8       | Gh                        |
| ء أ ؤ إ ئ | 2       | A                         |
| خ         | 5       | Kh                        |
| ق         | 9       | Q                         |

## Transkription
Wegen des informellen Charakters gibt es keine einheitliche Transkription. Die Verwendung von Buchstaben überschneidet sich somit in einigen Fällen.
Die meisten arabischen Buchstaben werden in den lateinischen Buchstaben übertragen, der die größte phonetische Ähnlichkeit besitzt (ب wird beispielsweise zu einem b). Hierbei kann es aufgrund der vielen arabischen Dialekte zu Unterschieden in der Aussprache und damit auch bei der Arabizi-Transkription kommen. So wird beispielsweise ﺝ im palästinensischen Dialekt zu j, während im ägyptischen Dialekt ein g verwendet wird.
Die Buchstaben, die keinen ähnlich klingenden Namen in der lateinischen Schrift haben, werden oft durch Ziffern und anderen Buchstaben abgebildet. Dabei wird oftmals das Zeichen verwendet, das dem arabischen Original grafisch am nächsten kommt. Beispielsweise wird ع durch die Zahl 3 repräsentiert, da die 3 wie eine Spiegelung des Originals erscheint.
Da viele arabische Buchstaben durch Punkte ober- bzw. unterhalb des Zeichens unterschieden werden, wird bei der Transkription regelmäßig ein Apostroph vor oder hinter das eigentliche Zeichen geschrieben (3'  repräsentiert غ).
| Buchstaben  | Arabizi                  | Phonetischer Wert laut IPA |
| ----------- | ------------------------ | -------------------------- |
| ء أ ؤ إ ئ آ | 2 / '                    | ʔ                          |
| ا           | a / e / é / è            | æ~a~ɑ~e~ɛ~ɐ                |
| ب           | b / p                    | b, p                       |
| ت           | t                        | t~t̪~t͡s                     |
| ث           | s / th                   | s~θ                        |
| ج           | g / j / dj               | ɡ~ɟ~ʒ~d͡ʒ                   |
| ح           | 7                        | ħ~ʜ                        |
| خ           | kh / 7' / 5              | x~χ                        |
| د           | d                        | d~d̪                        |
| ذ           | z / dh / th              | z~ð                        |
| ر           | r                        | r~ɾ, ˤ                     |
| ز           | z                        | z                          |
| س           | s                        | s                          |
| ش           | sh / ch                  | ʃ                          |
| ص           | s / 9                    | sˤ~s~ˠ                     |
| ض           | d / 9'                   | d~dˤ~d̪ˤ~ˠ                  |
| ط           | t / 6                    | tˤ~t~t̪ˤ~ˠ                  |
| ظ           | z / dh / t' / 6'         | zˤ~ðˤ~ˠ                    |
| ع           | 3                        | ʕ~ʢ                        |
| غ           | gh / 3'                  | ɣ~ʁ                        |
| ف           | f / v                    | f, v                       |
| ق           | 2 / g / q / 8 / 9        | ʔ~ɡ~ɢ~q                    |
| ك           | k / g                    | k, ɡ                       |
| ل           | l                        | l~ɫ                        |
| م           | m                        | m                          |
| ن           | n                        | n                          |
| ه           | h / a / e / ah / eh      | h, æ~a~ɑ~e~ɐ               |
| ة           | a / e / ah / eh          | æ~a~ɑ~e~ɐ                  |
| و           | w / o / u / ou / oo      | w, o, u                    |
| ي or ى      | y / i / ee / ei / ai / a | j, /i(ː)/, e, /a/          |

1. 1 2 3  é, è, ch, dj werden oft in Regionen verwendet, in denen Französisch die erste Fremdsprache ist. dj wird vorwiegend im Algerischen Arabisch verwendet.
2. ↑  In Ägypten, im Sudan und manchmal in anderen Regionen ist die Darstellung am Wortende immer ى (ohne Punkte), was sowohl das endende /-iː/ als auch das endende /-aː/ darstellt.

| Zusätzliches Zeichen | Arabizi            | Phonetik laut IPA |
| -------------------- | ------------------ | ----------------- |
| پ                    | p                  | p                 |
| چ                    | j / tsh / ch / tch | ʒ~t͡ʃ              |
| ڤ / ڥ                | v                  | v                 |
| ڨ / گ / ݣ            | g                  | ɡ                 |

## Beispiele

### Ägyptisch-Arabisch
| Ägyptisch-Arabisch | انا رايح الجامعه الساعه 3 العصر                   | الجو عامل ايه النهارده فى إسكندرية؟              |
| Arabizi            | ana raye7 el gam3a el sa3a 3 el 3asr.             | el gaw 3amel eh ennaharda fe eskendereya?        |
| IPA                | ʔænæˈrɑˑjeħ elˈɡæmʕæ (ʔe)sˈsæˑʕæ tæˈlæˑtæ lˈʕɑsˤɾ | elˈɡæwwe ˈʕæˑmel ˈe(ˑhe)nnɑˈhɑɾdɑ feskendeˈɾejjæ |
| Deutsch            | Ich gehe um 15 Uhr zur Universität                | Wie ist heute das Wetter in Alexandria?          |

### Nord-Levantinisches (Großsyrisches) Arabisch
- Libanon, Syrien, Jordanien und Palästina

| Nord-Levantinisches Arabisch | كيف صحتك، شو عمتعمل؟                  |
| Arabizi                      | kif/keef sa7tak, chou/shu 3am ta3mil? |
| ALA-LC                       | kīf ṣaḥtak, shū ʻam taʻmil?           |
| IPA                          | kiːf ˈsˤɑħtak ʃuː ʕam ˈtaʕmɪl         |
| Deutsch                      | Wie geht's, was machst du?            |

### Saudi-Arabisch
| Saudi-Arabisch | كيف الحال؟ وش تسوون اليوم؟            |
| Arabize        | kaif al7al? wsh tsawwoon el youm?     |
| Deutsch        | Wie geht es dir? Was machst du heute? |

### Marokkanisch-Arabisch
- Algerisch-Arabisch kann ähnlich aussehen

| Marokkanisch-Arabisch | كي داير مع القراية؟    |
| Arabizi               | ki dayr m3a l9raia ?   |
| Deutsch               | Wie läuft das Studium? |

### Golf-Arabisch
- Beinhaltet Dialekte, die in der Küstenregionen des Persischen Golfs im Irak, Kuwait, Iran, Bahrain, Katar, Oman, in den Vereinigten Arabischen Emiraten und in Saudi-Arabien gesprochen wird.

| Golf-Arabisch | شلونك؟ شنو بتسوون اليوم؟              |
| Arabizi       | shlonak? shino bitsawwoon el youm?    |
| Deutsch       | Wie geht es dir? Was machst du heute? |

### Irakisch-Arabisch
- Wie bei allen arabischen Dialekten hat jedes geografische Gebiet einen etwas anderen Dialekt.

| Irakisch-Arabisch | يابه شلونك؟ شدتسوي مادتسوي اليوم؟           |
| Arabizi           | yaba shlonak? shdassowee ma dassowee ilyom? |
| Deutsch           | Wie geht es dir, Mann? Was machst du heute? |

### Sudanesisch-Arabisch
- Umgangssprachliches Arabisch, das im Sudan gesprochen wird.

| Sudanesisch-Arabisch | .يا زول، تقدر تعمل أي حاجة النهار دا ولا شِنو؟ أنا زاتو بس زهجان شديد هنا           |
| Arabizi              | ya zol, tagdar ta3mal aya 7aja enhar da wla shino? ani zato bs zahjan shadid hina. |
| Deutsch              | Hey Mann, können wir heute was machen oder was? Mir ist hier total langweilig.     |

### Tschadisch-Arabisch
- Umgangssprachliches Arabisch, das in N’Djamena, Tschad gesprochen wird und auch Schuwa-Arabisch genannt wird.

| Tschadisch-Arabisch | .وه ياخي، إتَ عفة؟ أنينا نقدرو نمشو إلو السوبرمارشة ديك أمباكر ولا؟ انا كي محتاج شوية حاجات جديدة من مرّة مرّة دا                              |
| Arabizi             | boh yakhi, etta afé? anina negdarou nemchou ilou el supermarché dik ambâkir walaï? anaki mohtadj shwayé hâdjât djididé min marré marré dah. |
| Deutsch             | Oh hey Mann, wie geht es dir? Können wir morgen auf den Markt gehen? Von Zeit zu Zeit brauche ich echt mal neue Sachen.                     |

## Kritik
Konservative Muslime sowie Anhänger des Panarabismus und einige arabische Nationalisten sehen Arabizi als schädliche Form der Verwestlichung. Arabizi entstand durch einen Trend unter arabischen Jugendlichen, vor allem im Libanon und Jordanien, englische Begriffe als Umgangssprache ins Arabische zu integrieren. Da Arabizi verwendet wird, um die arabische Schrift zu ersetzen, wirft dies Bedenken in Bezug auf die Erhaltung der Sprachqualität auf.